# 魏家庄墓群
魏家庄墓群，位于中国甘肃省皋兰县，为一个省级文物保护单位，类型为古墓葬。
魏家庄墓群的历史年代为汉代。